# Der schwarze Punkt
Der schwarze Punkt (auch Der schwarze Fleck) ist ein fiktives Symbol, das von Robert Louis Stevenson für dessen Roman Die Schatzinsel erfunden wurde.
Für gewöhnlich ist der schwarze Punkt ein dunkler Fleck auf einem hellen Untergrund, wie einem Stück Papier oder Leinen. Wenn einem Piraten ein schwarzer Punkt gezeigt wird, gilt dies als sein Todesurteil beziehungsweise als Botschaft seines baldigen Todes. In Die Schatzinsel versucht die Mannschaft von Long John Silver eine Meuterei durch das Überreichen eines schwarzen Punkts zu entfachen.
Der schwarze Punkt wurde seitdem in der Popkultur oft verwendet:
- 1930: Swallows and Amazons von Arthur Ransome
- 1948: The Lottery – Kurzgeschichte von Shirley Jackson
- 1978: Die Schatzinsel (Anime-Serie)
- 1996: Muppets – Die Schatzinsel (Verfilmung von Die Schatzinsel mit den Muppets)
- 2000: Skies of Arcadia (Videospiel)
- 2000: Die Piratenfamilie (Zeichentrickserie)[1]
- 2002: Puzzle Pirates (MMORPG)
- 2005: Die Wilden Kerle 2 (Film)
- 2006: Pirates of the Caribbean – Fluch der Karibik 2 (Film)
- 2011: Doctor Who (Science-Fiction-Serie)
- 2016: Black Sails (Fernsehserie)